# 姬長尾水青蛾
姬長尾水青蛾為天蠶蛾科長尾水青蛾屬下的一個物種，為台灣特有物種。

## 發現史
姬長尾水青蛾由台灣學者王生鏗與余清金於1968年發表，是首批由台灣人士描述的蛾類新種。該物種的發表基於數個採自南投縣能高山區的標本。目前，正模式的雄性標本存放於美國匹茲堡的卡內基博物館（Carnegie Museums of Pittsburgh），而五份副模式（paratype）雄蟲標本和一份配模標本（allotype）則存放於美國密爾瓦基公眾博物館（Milwaukee Public Museum）。

## 命名史
物種的種小名（neidhoeferi）是原作者為紀念當時活躍於天蠶蛾研究、昆蟲採集和貿易的詹姆斯·尼德霍夫（James R. Neidhoefer）而命名，以彰顯作者與尼德霍夫之間跨越太平洋的深厚友誼（"to commemorate the profound friendship that binds us across the Pacific")。
最初在台灣出版物中的中文名稱為「木生長尾水青蛾」，但這一名稱與「余木生」或「木生昆蟲館」並無關聯。而在近年來的出版品以姬長尾水青蛾稱之，以描述其體型相較台灣其他兩種低海拔的水青蛾屬物種更為小巧。此物種的發表引起了當時熱衷於台灣昆蟲研究的日本採集者和學者的關注。在1970年與1972年由日本研究者宮田保（Tamotsu Miyata）即迅速地以兩篇文章補充對這個當時認為極為罕見的物種做進一步的形態描述。在新種發表45年後，林旭宏等人於2013年首次發表了該物種的完整生活史記錄，並明確指出其幼蟲取食台灣冷杉和台灣雲杉，使其成為台灣高山代表性蛾種。